# Gernot Mittler
Gernot Mittler (* 6. April 1940 in Obermendig) ist ein deutscher Politiker (SPD). Er war von 1993 bis 2006 Finanzminister und von 1996 bis 2006 Mitglied des Landtages von Rheinland-Pfalz.

## Familie
Gernot Mittler ist verheiratet und hat einen Sohn.

## Ausbildung und Beruf
Mittler besuchte acht Jahre lang die katholische Volksschule Obermendig; nach Abschluss der Kreishandelsschule Mayen im Jahr 1956 und anschließender Ausbildung zum Bankkaufmann arbeitete er in den Jahren 1959 bis 1963 bei der Deutschen Landesrentenbank in Bonn, besuchte anschließend drei Jahre die höhere Wirtschaftsfachschule der Stadt Köln und erreichte dort seinen Abschluss als Diplom-Betriebswirt (FH). Bis 1986 war Mittler als Geschäftsführer in der Privatwirtschaft tätig, wechselte dann in den Vorstand der Kreissparkasse Mayen und wurde 1988 deren Vorsitzender.

## Politik
Mittler ist seit 1960 Mitglied der SPD. Im Jahr 1993 wurde er vom damaligen Ministerpräsidenten Rudolf Scharping als Finanzminister in dessen Kabinett berufen.
Seit 1993 war Mittler Mitglied des Bundesrates, ebenso gehörte er für das Land Rheinland-Pfalz dem Vermittlungsausschuss an.
Im Jahr 1996 wurde Mittler Mitglied des rheinland-pfälzischen Landtags, dem er 10 Jahre lang angehörte. Zur Landtagswahl 2006 trat er nicht mehr als Kandidat an und schied auch aus dem Kabinett aus. Mittler war im Zeitpunkt seines Ausscheidens dienstältester Finanzminister; er hatte dieses Amt länger inne als jeder Finanzminister bundesweit. Nachfolger im Amt des rheinland-pfälzischen Finanzministers wurde der bisherige Staatssekretär Ingolf Deubel.

## Sonstiges
Gernot Mittler war in den Jahren 2005 bis 2014 ehrenamtlicher Präsident von Special Olympics Deutschland.

Seit der Gründung im Jahr 2004 bis 2021 war Mittler Vorsitzender des Vereins der Freunde der Benediktinerabtei Maria Laach.

## Ehrungen und Auszeichnungen
- 1990 – Freiherr-vom-Stein-Medaille
- 2005 – Verdienstkreuz 1. Klasse des Verdienstordens der Bundesrepublik Deutschland
- 2007 – Gregoriusorden
- 2022 – Verdienstorden des Landes Rheinland-Pfalz[2]